# Richard Fermín
Richard Fermín Prieto (Caracas, Venezuela, 10 de octubre de 1984), más conocido como Richard Fermín, es un abogado y político venezolano, fue alcalde de La Asunción, Municipio Arismendi del estado Nueva Esparta desde el 6 de diciembre de 2010 hasta el 15 de diciembre de 2017, graduado de abogado en la Universidad de Margarita.

## Elecciones Municipales 2013
En los comicios del 8 de diciembre de 2013, fue elegido Alcalde del municipio Arismendi del estado Nueva Esparta por la Mesa de la Unidad Democrática (MUD) con el 48 % de los votos, frente a la candidata del Partido Socialista Unido de Venezuela (PSUV) Luis Díaz, logrando así su reelección y convirtiéndose en uno de los alcaldes más jóvenes del país.